# Cava Manara
Cava Manara ist eine norditalienische Gemeinde (comune) mit 6677 Einwohnern (Stand: 31. Dezember 2023) in der Provinz Pavia in der Region Lombardei. Schutzpatron ist Augustinus von Hippo.

## Geographie

Lage in der Provinz Pavia

Das Gemeindegebiet umfasst eine Fläche von 17,26 km². Der Ort liegt auf einer Höhe von 79 Metern über dem Meer. Ortsteile (frazioni) sind Aliarolo, Brondelli, Burroni, Ca' Matta, Cascina Roveda, Casearia, Casotti, Gallo, Gerre Chiozzo, La Spezza, Mezzana Corti, Spessa, Torre de' Torti und Tre Re. Die Nachbargemeinden sind Bastida Pancarana, Bressana Bottarone, Carbonara al Ticino, Rea, San Martino Siccomario, Sommo, Travacò Siccomario und Zinasco.
Cava Manara hat einen Bahnhof an der Bahnstrecke Pavia-Alessandria sowie an der Bahnstrecke Mailand–Genua.

## Persönlichkeiten
- Antonio Maria Bordoni (1789–1860), Mathematiker
- Giuseppe Albani (* 1921), Fußballspieler